# Иван Шамарджиев
Иван Николов Шамарджиев е български опълченец и общественик.

## Биография
Роден е в град Шумен.
По време на Руско-турската война взима е доброволец в Българското опълчение в V дружина под командването на майор Павел Николаевич Попов. Участва в боевете при Стара Загора, Шипка и Шейново и за проявената храброст е издигнат в чин унтерофицер.
През 1885 година участва в Сръбско-българската война.
Установява се в родния си град Шумен, където е рентиер. През 1911 година става представител на Народната партия в V велико народно събрание от I Шуменска избирателна околия.

## Признание
Със свое решение от 21 септември 1922 г. Габровският градски общински съвет обявява за почетни граждани 522 поборници и опълченци, един от които (под № 342) е Иван Шамарджиев.